# Pfahlhof
Pfahlhof ist ein Teilort der Gemeinde Neckarwestheim im Landkreis Heilbronn im nördlichen Baden-Württemberg, der auf einen im Jahr 1722 angelegten Meierhof mit Wirtshaus und Pfahlmarkt zurückgeht.

## Geographie
Der Pfahlhof liegt etwa drei Kilometer südöstlich von Neckarwestheim in einem schmalen, etwa zwei Kilometer in den Pfahlhofer Wald gerodeten Wiesental (Seebronnental). Beim Pfahlhof kreuzen sich heute die Straßen von Ilsfeld nach Ottmarsheim und von Neckarwestheim nach Winzerhausen.

## Geschichte

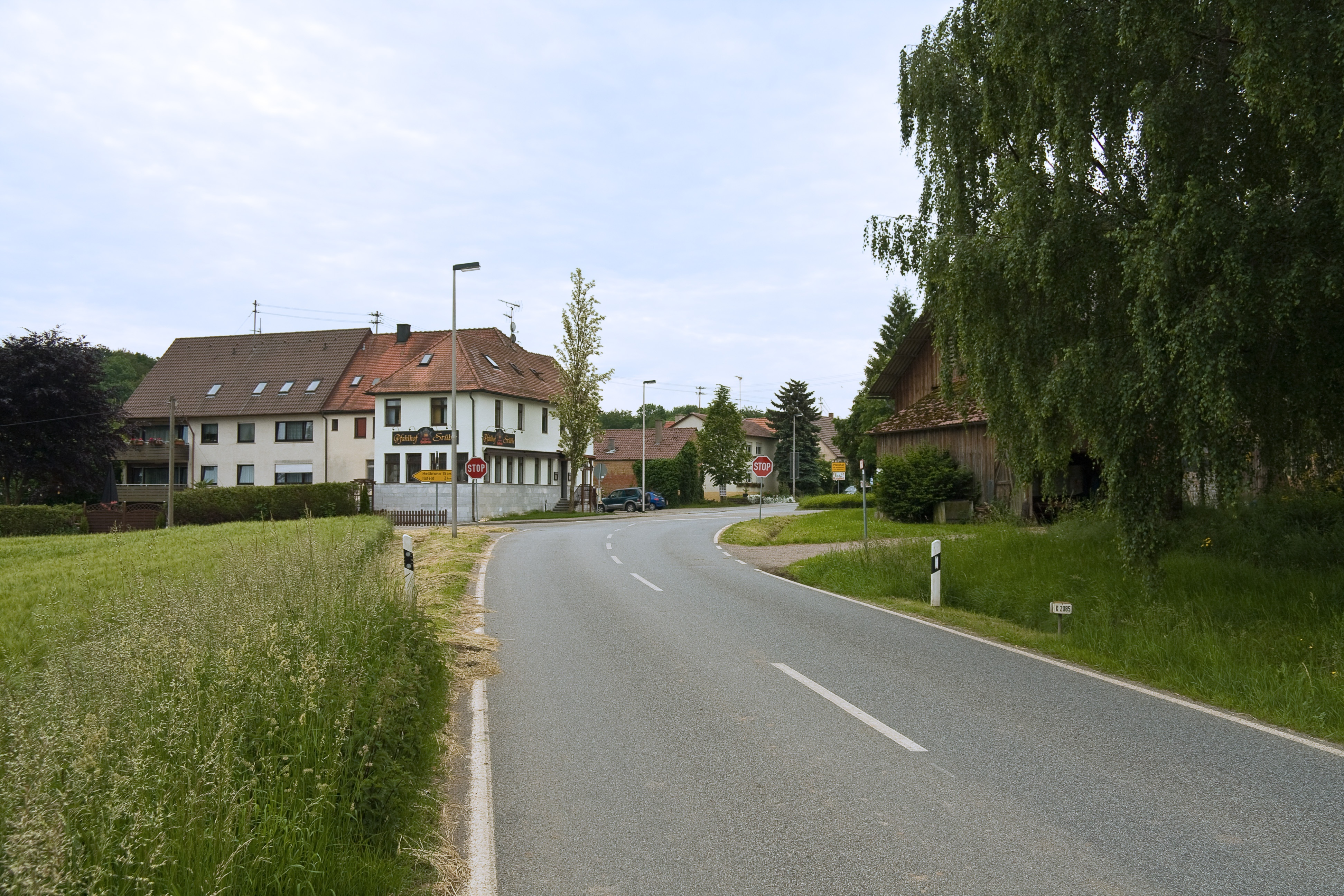
Ortsansicht von Pfahlhof

Die Gegend des Pfahlhofer Waldes ist uraltes Siedlungsgebiet, in dem Siedlungsfunde aus allen Epochen seit der Steinzeit aufgefunden wurden. Zur Römerzeit bestanden im Seebronnental ein oder mehrere römische Gutshöfe, und im 16. Jahrhundert ist die abgegangene Siedlung Geiselhausen etwa 300 Meter östlich vom Pfahlhof belegt.
Der Pfahlhof wurde 1722 durch die herzoglich württembergische Kammerschreiberei, die damals im Besitz des Pfahlhofer Waldes war, gegründet. Der Vorschlag zur Hofgründung geht auf den auf Schloss Liebenstein sitzenden württembergischen Keller Johann Christoph Becht zurück, der 1721 einen Plan für eine Meierei und einen Kostenvoranschlag an Herzog Eberhard Ludwig schickte, den dieser am 25. April 1722 genehmigte. Zum Bau der Gebäude im Sommer 1722 wurden auch behauene Steine aus dem bereits abgegangenen Geiselhausen verwendet. Der Name Pfahlhof ergab sich daraus, dass man neben der Meierei und einem Wirtshaus auch einen Pfahlmarkt für die Spalt- und Schnittholzhändler aus den umliegenden Waldungen einzurichten gedachte. Die Pfähle wurden insbesondere für den Weinbau benötigt, der sich zu jener Zeit immer noch im Wiederaufbau nach den Beeinträchtigungen durch Franzoseneinfälle während des Pfälzischen Erbfolgekrieges (1688–1697) befand.
Der Hof wurde zunächst jeweils für neun Jahre verpachtet. Der erste Pächter war Hans Ludwig Hermann aus Neckarwestheim. Der Betrieb des Hofes war von Anbeginn erfolgreich, so wurden im ersten Jahr dort bereits 7800 Liter Wein verkauft, und im Jahr 1723 war eine erste Erweiterung um Stallbauten nötig. Da die Pächter insbesondere am uneingeschränkten Nutzen aus dem Pfahlhandel profitierten, war ihnen der Schwarzhandel mit Pfählen oder der sich in angrenzenden außerwürttembergischen Territorien entwickelnde Pfahlhandel ein besonderer Stein des Anstoßes, der mehrfach gegenüber dem Herzog bemängelt wurde. Umgekehrt hielt der Herzog auch die Bestandspächter an, nur württembergische Pfähle und diese auch nicht außerhalb Württembergs zu verkaufen. 1741 wurde Jakob Mack aus Neckarwestheim Pächter des Hofes. 1772 erwarb Samuel Mayer den „auf ewige Zeiten“ geltenden Erbbetrieb des Hofes. Nach seinem Unfalltod 1776 heiratete seine Witwe den Witwer Johannes Conrad aus Mittelbrüden bei Backnang. Bis zum Tode des letzten Conrad-Erben im Jahr 1909 blieb der Hof im Besitz dieser Familie, die ihn 1818 vom Erblehen in Eigentum umwandeln konnte.
Der Pfahlhandel kam im 19. Jahrhundert zum Erliegen. 1892 wurde eine Allee von Schloss Liebenstein zum Pfahlhof geplant, die jedoch nie verwirklicht wurde. Nach dem Tode des letzten Conrads 1909 wurde der Hof aufgeteilt, wobei insbesondere die Gastwirtschaft vom landwirtschaftlichen Betrieb abgetrennt wurde. Das Gasthaus wurde modernisiert, und der Hof wandelte sich zu einem beliebten Ausflugsziel der Einwohner umliegender Orte. In den 1960er Jahren bestand Pfahlhof aus fünf Bauernhöfen, einem Forsthaus und dem Gasthaus. An Einwohnern wurden neun Familien mit insgesamt ca. 30 Personen gezählt.
Pfahlhof ist anders als Neckarwestheim über die Ortsvorwahl von Beilstein (07062) zu erreichen.